# 李敬宰
李 敬宰（イ・キョンジェ、朝: 이경재, 1954年 - ）は、日本の政治運動家。高槻むくげの会、民族共生人権教育センターの代表。

## 略歴
- 1954年　大阪府高槻市に在日コリアン二世として生まれる。
- 18歳で「在日朝鮮人サークルむくげの会」（現「高槻むくげの会」）を設立。
- 1982年　指紋押捺拒否
- 1985年　指紋押捺拒否で逮捕、起訴される（昭和天皇の崩御に伴う措置により、1989年11月2日、最高裁で免訴判決）。
- 民族差別と闘う連絡協議会（民闘連）代表を務める。
- 2006年　日本国籍取得
- 2007年　大阪府議選（高槻市及び三島郡選挙区）にコリア系日本人として立候補したが落選。定員5名のところに6名が立候補したが、5位の小沢福子（社民）の19,475票に遠く及ばない2,543票（得票率2.0%）しか支持を得られなかった。